# 유양래
유양래는 대한민국의 킥복싱 선수다.

## 생애
1981년생으로,2003년 킥복싱 K리그 무제한급 2회 우승을 거머쥐며 국내 헤비급 강자로 떠올랐다. 이후 전일본 킥복싱연맹에서, 2004년부터는 신일본 킥복싱 무대에 활동 세계 킥복싱연맹 헤비급 챔피언, 전신일본 킥복싱에서 헤비급 1위까지 올랐다. 이후 신일본 킥복싱 헤비급 챔피언인 우치다 노보루와 두번의 타이틀전 갖지만 모두 판정패 (1회 반칙패)를 기록한다. 2006년 우치다 노보루와의 3번째 대결을 마지막으로 잠정은퇴를 한다. (당시 판정은 50-49、49-49、49-49로 무승부) 이후 2년 후인 2008년 The Khan대회를 시작으로 선수로 복귀 이후 K-1, GLORY, Kunlun Fifght등에서 활약한다. 2014년 로드 FC에서 MMA파이터로도 데뷔한다.

### 입식 타격 전적
- 7전 2승 5패(2 KO)

| 경기일자        | 상대                | 결과 | 내용        | 대회                      |
| --------------- | ------------------- | ---- | ----------- | ------------------------- |
| 2015년 2월 1일  | 우라한              | 승   | 2R KO       | Kunlun Fight 19           |
| 2014년 8월 17일 | 김내철              | 패   | 2R 판정     | ROAD FC 017               |
| 2013년 2월 2일  | 쥬베이 하세가와     | 승   | 1R KO       | K-1 KOREA MAX 2013        |
| 2012년 1월 15일 | 박용수              | 패   | 1R KO       | 더 칸 3                   |
| 2009년 8월 2일  | 사토 타쿠미         | 패   | 4R 연장판정 | K-1 월드 GP 2009 in Seoul |
| 2009년 3월 28일 | 노다 미츠구         | 패   | 3R 판정     | K-1 WGP 2009 in Yokohama  |
| 2008년 3월 30일 | 알렉세이 이그나쇼프 | 패   | 3R 판정     | The Khan 1                |

## 영화
- 거칠마루(2005, 한국 액션영화) - 무사시66 役